# Prix Médicis
Il prix Médicis è un premio letterario francese fondato da Gala Barbisan e Jean-Pierre Giraudoux il 1º aprile 1958 al fine di premiare un romanzo, un racconto, una raccolta di novelle di autori debuttanti o che non hanno ancora una notorietà pari al loro talento.
Il Médicis étranger viene assegnato a partire dal 1970 e il Médicis essai dal 1985.
Dal 1970, il prix Médicis étranger viene assegnato contemporaneamente al Médicis francese.
Il prix Médicis viene reso noto lo stesso giorno del prix Femina, all'Hôtel Crillon di Parigi.

## Prix Médicis, lista dei vincitori
- 1958 - La Mise en scène - Claude Ollier
- 1959 - Le Dîner en ville - Claude Mauriac
- 1960 - John Perkins suivi d'Un scrupule - Henri Thomas
- 1961 - Le Parc - Philippe Sollers
- 1962 - Derrière la baignoire - Colette Audry
- 1963 - Un chat qui aboie - Gérard Jarlot
- 1964 - L'Opoponax - Monique Wittig
- 1965 - La Rhubarbe - René-Victor Pilhes
- 1966 - Une saison dans la vie d'Emmanuel - Marie-Claire Blais
- 1967 - Histoire - Claude Simon
- 1968 - Le Mendiant de Jérusalem - Elie Wiesel
- 1969 - Dedans - Hélène Cixous
- 1970 - Sélinonte ou la Chambre impériale - Camille Bourniquel
- 1971 - L'Irrévolution - Pascal Lainé
- 1972 - Le Tiers des étoiles - Maurice Clavel
- 1973 - Paysage de fantaisie - Tony Duvert
- 1974 - Porporino ou les Mystèrs de Naples - Dominique Fernandez
- 1975 - Le Voyage à Naucratis - Jacques Almira
- 1976 - Les États du désert - Marc Cholodenko
- 1977 - L'Autre Amour - Michel Butel
- 1978 - La Vie mode d'emploi - Georges Perec
- 1979 - La Nuit zoologique - Claude Durand
- 1980 - Cabinet-portrait - Jean-Luc Benoziglio; Comptine des Height - Jean Lahougue (L'autore ha rifiutato il premio)
- 1981 - L'Enfant d'Édouard - François-Olivier Rousseau
- 1982 - L'Enfer et Cie - Jean-François Josselin
- 1983 - Cherokee - Jean Echenoz
- 1984 - Le Diable en tête - Bernard-Henri Lévy
- 1985 - Naissance d'une passion - Michel Braudeau
- 1986 - Les Funérailles de la Sardine - Pierre Combescot
- 1987 - Les Éblouissements - Pierre Mertens
- 1988 - La Porte du fond - Christiane Rochefort
- 1989 - Le Livre brisé - Serge Doubrovsky
- 1990 - Les Quartiers d'hiver - Jean-Noël Pancrazi
- 1991 - La Dérive des sentiments - Yves Simon
- 1992 - Tlacuilo - Michel Rio
- 1993 - Sa femme - Emmanuèle Bernheim
- 1994 - Immobile dans le courant du fleuve - Yves Berger
- 1995 - La Langue maternelle - Vassilis Alexakis; Il testamento francese (Le Testament français) - Andreï Makine
- 1996 - Orlanda - Jacqueline Harpman; L'Organisation - Jean Rolin
- 1997 - Les Sept Noms du peintre - Philippe Le Guillou
- 1998 - Le Loup mongol - Homéric (Frédéric Dion)
- 1999 - Mon grand appartement - Christian Oster
- 2000 - Diabolus in musica - Yann Apperry
- 2001 - Le Voyage en France - Benoît Duteurtre
- 2002 - Pas un jour - Anne F. Garréta
- 2003 - Quatre soldats - Hubert Mingarelli
- 2004 - La Reine du silence - Marie Nimier
- 2005 - Fuir - Jean-Philippe Toussaint
- 2006 - Une promesse - Sorj Chalandon
- 2007 - La Stratégie des antilopes - Jean Hatzfeld
- 2008 - Là où les tigres sont chez eux - Jean-Marie Blas de Roblès
- 2009 - L'Énigme du retour - Dany Laferrière
- 2010 - Naissance d'un pont - Maylis de Kerangal
- 2011 - Ce qu'aimer veut dire - Mathieu Lindon
- 2012 - Féerie générale - Emmanuelle Pireyre
- 2013 - Il faut beaucoup aimer les hommes - Marie Darrieussecq
- 2014 - Terminus radieux - Antoine Volodine
- 2015 - Titus n'aimait pas Bérénice - Nathalie Azoulai
- 2016 - Laëtitia ou la Fin des hommes - Ivan Jablonka
- 2017 - Tiens ferme ta couronne - Yannick Haenel
- 2018 - Idiotie - Pierre Guyotat
- 2019 - La Tentation - Luc Lang
- 2020 - Le Cœur synthétique - Chloé Delaume[1]
- 2021 - Le Voyage dans l’Est - Christine Angot[2]
- 2022 - La Treizième Heure - Emmanuelle Bayamack-Tam[3]
- 2023 - Que notre joie demeure - Kevin Lambert[4]
- 2024 - Anna d'Inghilterra (Ann d'Angleterre) - Julia Deck[5]

## Prix Médicis étranger, lista dei vincitori
- 1970 - Salto mortale - Luigi Malerba, Italia
- 1971 - Délivrance - James Dickey
- 1972 - Cobra - Severo Sarduy
- 1973 - La vita è altrove - Milan Kundera, Cecoslovacchia
- 1974 - Libro di Manuel - Julio Cortázar, Argentina
- 1975 - La Vie trop brève d'Edwin Mulhouse - Steven Millhauser, Stati Uniti
- 1976 - Il taccuino d'oro, Doris Lessing, Inghilterra
- 1977 - Le Traité des saisons - Héctor Bianciotti, Argentina
- 1978 - L'Avenir radieux - Aleksandr Zinov'ev, Russia
- 1979 - La Harpe et l'Ombre - Alejo Carpentier, Cuba
- 1980 - Une saison blanche et sèche, André Brink, Sudafrica
- 1981 - Le Jour de la comtesse - David Shahar, Israele
- 1982 - Il nome della rosa - Umberto Eco, Italia
- 1983 - La Route bleue - Kenneth White, Scozia
- 1984 - Aracoeli - Elsa Morante, Italia
- 1985 - Dieu sait - Joseph Heller, Stati Uniti
- 1986 - Aventures dans le commerce des peaux en Alaska - John Hawkes, Inghilterra
- 1987 - Notturno indiano - Antonio Tabucchi, Italia
- 1988 - Antichi maestri - Thomas Bernhard, Austria
- 1989 - La Neige de l'amiral - Álvaro Mutis, Colombia
- 1990 - Les Feux du Bengale - Amitav Ghosh, India
- 1991 - Storia prima felice, poi dolentissima e funesta Pietro Citati, Italia.
- 1992 - Une éducation polonaise - Louis Begley, Stati Uniti
- 1993 - Leviatano - Paul Auster, Stati Uniti
- 1994 - Frère Sommeil - Robert Schneider, Austria
- 1995 - Castelli di rabbia - Alessandro Baricco, Italia
- 1996 - Himmelfarb - Michael Krüger, Germania e Sonietchka - Ljudmila Ulickaja, Russia
- 1997 - America - T. Coraghessan Boyle, Stati Uniti
- 1998 - La casa del sonno - Jonathan Coe, Inghilterra
- 1999 - Le Capitaine et les Rêves - Björn Larsson, Svezia
- 2000 - Le Fantôme d'Anil - Michael Ondaatje, Canada
- 2001 - La Noce du poète (La boda del poeta) - Antonio Skármeta, Cile
- 2002 - La macchia umana - Philip Roth, Stati Uniti
- 2003 - Il mal di Montano - Enrique Vila-Matas, Spagna[6]
- 2004 - Histoire d'une vie - Aharon Appelfeld, Israele
- 2005 - Neve - Orhan Pamuk, Turchia
- 2006 - Le Retour du hooligan : une vie - Norman Manea, Romania
- 2007 - Les Disparus - Daniel Mendelsohn, Stati Uniti
- 2008 - Un garçon parfait - Alain Claude Sulzer, Svizzera
- 2009 - Le Grand Quoi - Dave Eggers, Stati Uniti
- 2010 - Sukkwan Island - David Vann, Stati Uniti
- 2011 - Une femme fuyant l'annonce - David Grossman, Israele
- 2012 - Rétrospective - Abraham Yehoshua, Israele
- 2013 - En mer - Toine Heijmans, Paesi Bassi
- 2014 - Lola Bensky - Lily Brett, Australia
- 2015 - Encore - Hakan Günday, Turchia
- 2016 - Les Éluse - Steve Sem-Sandberg, Svezia
- 2017 - Le otto montagne - Paolo Cognetti, Italia
- 2018 - Le Mars Club - Rachel Kushner, Stati Uniti
- 2019 - Miss Islande - Auður Ava Ólafsdóttir, Islanda
- 2020 - Un promeneur solitaire dans la foule - Antonio Muñoz Molina, Spagna
- 2021 - La Clause paternelle - Jonas Hassen Khemiri, Svezia
- 2022 - Les Abeilles grises - Andrej Kurkov, Ucraina
- 2023 - Misericórdia - Lídia Jorge, Portogallo ex aequo Impossibles adieux - Han Kang, Corea del Sud[7]
- 2024 - Tarántula - Eduardo Halfon, Guatemala[8]

## Prix Médicis essai, lista dei vincitori
- 1985 - Les cinq sens - Michel Serres
- 1986 - Il pappagallo di Flaubert - Julian Barnes[9]
- 1987 - Le soleil sur Aubiac  - Georges Borgeaud
- 1989 - Traité des courtes merveilles - Jamek
- 1990 - Shakespeare, les feux de l'envie - René Girard
- 1991 - La Valse des éthiques - Alain Etchegoyen
- 1991 - Le nouvel ordre écologique - Luc Ferry
- 1993 - La Sculpture de soi - Michel Onfray
- 1996 - L'Horreur économique - Viviane Forrester
- 1997 - Siècle des intellectuels - Michel Winock
- 1998 - Une histoire de la lecture - Alberto Manguel
- 1999 - Gens de la Tamise - Christine Jordis
- 2000 - Le Zoo des philosophes - Armelle Lebras-Chopard
- 2001 - Secrets de jeunesse - Edwy Plenel
- 2002 - Kafka et les jeunes filles - Daniel Desmarquet
- 2003 - Morts imaginaires - Michel Schneider
- 2004 - Aurore et George - Diane de Margerie
- 2005 - La Vie sauve - Marie Desplechin, Lydie Violet
- 2006 - Frère du précédent - Jean-Bertrand Pontalis
- 2007 - L'année de la pensée magique - Joan Didion
- 2008 - Warhol Spirit - Cécile Guilbert
- 2009 - Mémoire d'un fou d'Emma - Alain Ferry
- 2010 - La Couleur de nos souvenirs - Michel Pastoureau
- 2011 - Dans les forêts de la Sibérie - Sylvain Tesson
- 2012 - Congo. Une histoire - David Van Reybrouck
- 2013 - La Fin de l'homme rouge ou Le Temps du désenchantement - Svetlana Alexievich
- 2014 - Manifeste incertain, tome 3 - Frédéric Pajak
- 2015 - Sauve qui peut la vie - Nicole Lapierre
- 2016 - Boxe - Jacques Henric
- 2017 - Celui qui va vers elle ne revient pas - Shulem Deen
- 2018 - Qualcosa sui Lehman - Stefano Massini
- 2019 - J'ai oublié - Bulle Ogier e Anne Diatkine
- 2020 - Fin de combat - Karl Ove Knausgård
- 2021 - Comme un ciel en nous - Jakuta Alikavazovic
- 2022 - Le Témoin jusqu'au bout - Georges Didi-Huberman
- 2023 - Proust, roman familial - Laure Murat
- 2024 - Kafka (tome 3). Les années de jeunesse - Reiner Stach